# Potamocypris elegantula
Potamocypris elegantula är en kräftdjursart som beskrevs av N. C. Furtos 1933. Potamocypris elegantula ingår i släktet Potamocypris och familjen Cyprididae. Inga underarter finns listade i Catalogue of Life.